# District de Valence (Lot-et-Garonne)
Pour les articles homonymes, voir District de Valence.
Le district de Valence est une ancienne division territoriale française du département de Lot-et-Garonne de 1790 à 1795.
Il était composé des cantons de Valence, Auvillar, Beauville, Castel Saggarat, Caudecoste, Dunes, Lamagistere et Saint Maurin.